# Tessar

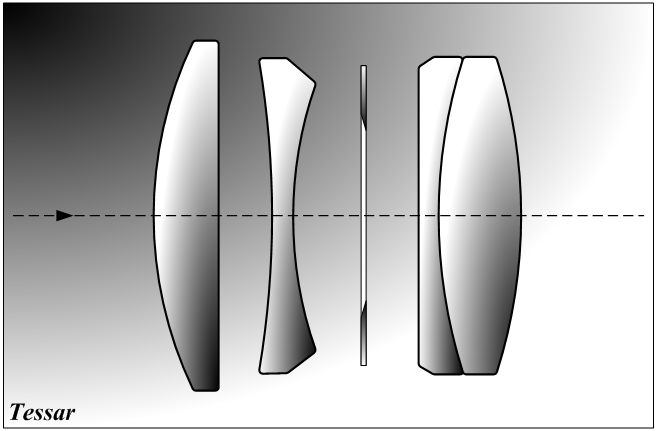
Schemat Tessara

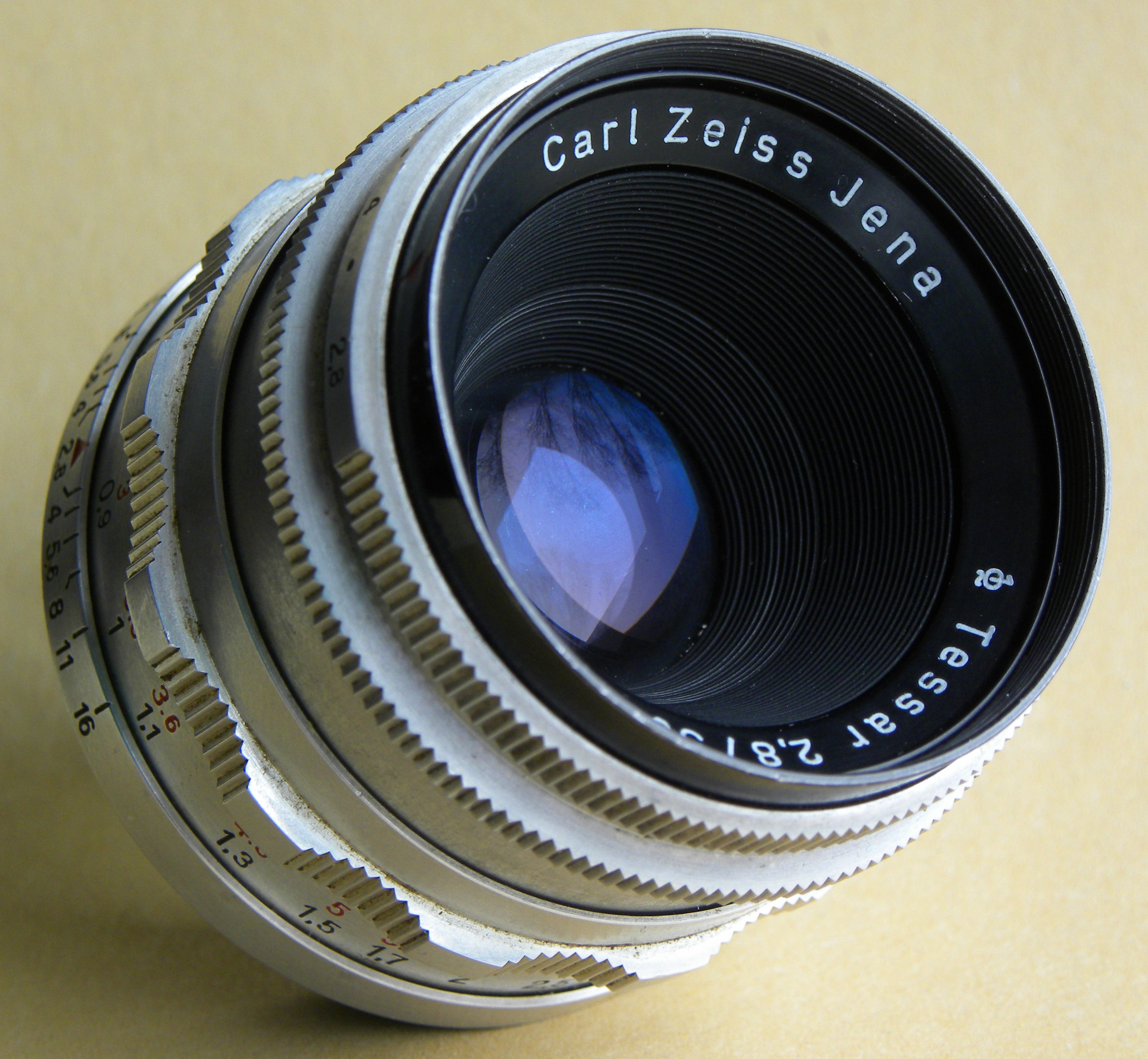
Obiektyw Tessar (2,8; 50mm) z lat pięćdziesiątych XX wieku

Tessar (tryplet czterosoczewkowy) – obiektyw fotograficzny składający się z czterech soczewek umieszczonych w trzech grupach, zaprojektowany w zakładach Carl Zeiss przez Paula Rudolpha w 1902 r. Nazwa Tessar pochodzi z greckiego tessares (pol. cztery) i oznacza cztery soczewki użyte w konstrukcji obiektywu.  Tessar powstał jako rozwinięcie wcześniejszych konstrukcji Rudolpha i wbrew spotykanym opiniom nie jest on rozwinięciem trypletu Cooke’a.

## Historia i konstrukcja
Konstruktorem Tessara był Paul Rudolph, który w 1890 r. zbudował aplanat składający się z czterech soczewek klejonych po dwie w dwóch grupach. W 1899 r. soczewki zostały rozdzielone i powstał czterosoczewkowy obiektyw Unar. W 1902 r. dwie tylne soczewki Unara zostały powtórnie sklejone tworząc Tessar, pierwszy obiektyw tego typu miał liczbę przysłony (potocznie jasność) 6,3. W 1917 r. powstał obiektyw f/4,5, a w 1930 r. – f/2,8. Tessary były produkowane jako obiektywy o wąskim i szerokim kącie widzenia.
Po II wojnie światowej prawo do używania nazwy Tessar posiadały zakłady Carl Zeiss w RFN (Oberkochen). Zakłady z NRD sprzedawały obiektywy pod tą nazwą jedynie w krajach RWPG, a wersja eksportowa była najczęściej opisywana jako „T aus Jena”.

## Kopie i rozwinięcia
Początkowo Zeiss miał praktyczny monopol na produkcję Tessarów i podobnych mu konstrukcji w związku z bardzo szerokim patentem. Rudolph zdefiniował swój projekt jako: „Obiektyw z poprawionymi zniekształceniami sferycznymi, chromatycznymi i astygmatycznymi składający się z czterech soczewek przedzielonych przesłoną na dwie grupy po dwie soczewki, jedna para przedzielona przestrzenią powietrzną, druga sklejona razem, para przedzielona będąca negatywną (rozpraszającą), a para sklejona – skupiającą”. Już po przyznaniu patentu zwrócono uwagę, że opisuje on także powstały wcześniej (choć nieopatentowany) Series III Stigmatic H. L. Aldisa i do patentu Zeissa dodano opis, że para oddzielonych soczewek musi znajdować się na zewnątrz, a para sklejona ma być bliżej płaszczyzny filmu.
Patent na Tessara w Stanach Zjednoczonych przyznano Zeissowi w styczniu 1903 r. i wygasł on dopiero w 1920 r., licencje na produkcję Tessara wykupiło szereg firm, które produkowały go pod własnymi nazwami. Należały do nich: Solinar (Agfa), Flor, Olor (Berthiot), Saphir (Boyer), Ektar (Kodak), Elmar, Varob (Leitz), Heliostigmant, Skopar (Voigtlander) i inne
Konstrukcja Tessara była naśladowana przez inne firmy, które w różny sposób musiały zmieniać swoje konstrukcje, aby obejść patent Zeissa. Takie obiektywy pojawiły się już w 1913 r., na przykład Ross Xpres, w którym tylny element składał się z trzech sklejonych soczewek, a nie dwóch jak w Tessarze. Innym rozwinięciem Tessara było odwrócenie obiektywu, tak aby klejony element znajdował się z przodu, a nie z tyłu obiektywu, przykładowe konstrukcje tego typu to: Westanar (Isco), Primotar (Meyer), Avus (Voigtlander).
Rozwinięciem konstrukcji Tessara były wielosoczewkowe tryplety, obiektywy składające się z trzech grup soczewek, których liczba dochodzi do siedmiu, a jasność do 1,4. Przykładami takich rozwiązań mogą być Sonnar Zeissa, Heliar Voigtlandera, Primoplan Meyera oraz Jupiter (z wyjątkiem Jupiter 12) produkcji ZSRR.
W Polsce zakłady WZFO produkowały, oparte na układzie soczewek Tessara, obiektywy powiększalnikowe i projekcyjne Amar oraz Janpol Color (unikatowy obiektyw do powiększeń barwnych zawierający wbudowane filtry korekcyjne).

## Współczesne obiektywy Tessar
Współczesne obiektywy mające człon Tessar w nazwie (na przykład „Vario-Tessar”) nie mają nic wspólnego z konstrukcją czterosoczewkowego trypletu. Tessar produkowany natomiast przez Cosinę jest trypletem pięciosoczewkowym.